# Judy Mikovits
Judy Anne Mikovits, född 1 april 1958, är en amerikansk före detta forskare (biokemist och virolog) som har gjort misskrediterade medicinska påståenden, som att endogena retrovirus finns i blodprover från de flesta patienter med myalgisk encefalomyelit/kroniskt trötthetssyndrom (ME/CFS). Som ett resultat av dessa påståenden har hon engagerat sig i anti-vaccinationsaktivism, främjat konspirationsteorier och anklagats för vetenskapligt oredlighet. Hon har också anklagats för falska påståenden om COVID-19 och intervjuades i den uppmärksammade, och starkt kritiserade, videon Plandemic.

## Utbildning och tidig karriär
Judy Mikovits doktorerade i biokemi och molekylärbiologi vid George Washington University 1991 med avhandlingen "Negative Regulation of HIV Expression in Monocytes".

## Forskning och gärning 2009–
2009 var hon forskningschef vid Whittemore Peterson Institute (WPI), ett privat forskningscenter i Reno, Nevada, men var än så länge tämligen okänd i den akademiska världen. Denna relativa anonymitet bröts dock dramatiskt i och med publiceringen av en artikel i tidskriften Science samma år, där hon och medförfattare påstod sig ha upptäckt retroviruset XMRV som en markör för kroniskt trötthetssyndrom.